# Яроцкий, Иван Авксентьевич
Иван Авксентьевич Яроцкий (1811—1863) — российский врач, штаб-лекарь Императорского Харьковского университета; коллежский советник.

## Биография
Иван Яроцкий родился в 1811 году в семье православного священника. Среднее образование он получил в Черниговской духовной семинарии, по окончании которой в 1831 году поступил в черниговский поветовый суд канцеляристом, но в том же году бросил службу и поступил в Московскую медико-хирургическую академию.
По окончании в 1836 году медакадемии Иван Авксентьевич Яроцкий был выпущен лекарем I отделения и назначен в Кавказский корпус, а в следующем году перешел в Тифлисский егерский полк.
В 1841 году И. А. Яроцкий представил в Харьковский университет свое сочинение «Заметки об Александрии, Смирне, Константинополе в физическом и медицинском отношении» (СПб., 1841 год), за которое был удостоен степени штаб-лекаря.
Назначенный в 1848 году старшим лекарем кавказской гренадерской артиллерийской бригады, Яроцкий эту должность занимал до 1855 года, когда был назначен главным лекарем Шемахинского военного госпиталя, а в 1857 году перешёл в Министерство государственных имуществ Российской империи и занял место тамбовского и моршанского окружного врача.
В следующем году он снова перешёл в военное ведомство и был назначен младшим ординатором Каменец-Подольского военного госпиталя.
Иван Авксентьевич Яроцкий скончался 17 июня 1863 года в городе Каменец-Подольске.